# Зерек
Зерек је део Дорћола у Београду који је ограничен улицама Тадеуша Кошћушка, Цара Душана, Француском и Васином улицом. Назив највероватније долази од турске речи која означава узвишено место са погледом (видиковац). Сам Зерек је раскршће улица Краља Петра Првог и Узун Миркове.
Улица краља Петра се у почетку звала Дубровачком, јер су прве две зграде на Зереку саградила два Дубровчанина, а данашњи назив је добила 8. (21.) септембра 1904. поводом његовог крунисања, тако што је већи део Дубровачке, од Душанове до "Карађорђеве" добио ново име. Улица краља Петра Првог као централна је била богата кафанама, а чак се у једном моменту ту налазило 25 кафана. 
Данашња улица Страхинића Бана је позната по великом броју кафића и ресторана
На Зереку су живели углавном Турци и Јевреји, док су Срби живели у делу који није Дорћол ни Зерек, где је данас Саборна црква и Кафана Знак питања.